# 新愛爾蘭省
新愛爾蘭省（英語：New Ireland  Province），舊稱新麥克倫堡（英語：New Mecklenburg），是巴布亚新几内亚東北部的一個省，包括新愛爾蘭島、聖穆紹群島、賈烏爾島、新漢諾威島、塔巴爾群島、唐阿群島、利希爾群島、費尼群島等。面積9,600平方公里，2000年人口118,350人。首府卡維恩。
下分二區。前總理、華裔的陳仲民自2007年起擔任該省省長。